# Universidad Nacional de Villa María
La Universidad Nacional de Villa María (UNVM) es una universidad pública argentina cuya sede central se encuentra en la ciudad de Villa María. Además posee sedes en las ciudades de: Villa del Rosario, Córdoba, y San Francisco. Todas dentro de los límites de la provincia de Córdoba.

## Historia
El 21 de diciembre de 1994 la Cámara de Diputados de la Nación aprobó el proyecto de creación de la UNVM. El proyecto fue definitivamente aprobado al sancionarse la ley N.º 24.484 de creación de la UNVM con voto unánime por la Cámara de Senadores en abril del año siguiente. Poco después el Poder Ejecutivo Nacional promulgó la ley, el 19 de abril de 1995. En septiembre de ese año, el Ministerio de Educación y Cultura designó al contador Carlos Domínguez como Rector Normalizador.
En 2021, la UNVM contaba con una población de 12.256 estudiante, 5.700 graduados/as, de los cuales la mayoría es primer graduado/a universitario con respecto a sus padres. El crecimiento anual promedio de graduados/as es del 17,9%. La UNVM posee 1.065 docentes y 343 no-docentes.
La superficie propia de la UNVM se duplicó en una década, mientras la alquilada se mantuvo sin cambios. Desde su apertura el comedor universitario sirvió más de un millón de menús. La UNVM recibió 355 estudiantes internacionales y 209 estudiantes de la universidad visitaron otros países. En total 760 libros fueron publicados por EDUVIM, la editorial universitaria. Durante el año 2019 se otorgaron 1.244 becas. La UNVM recibe cerca de 40.000 visitas totales por año.  
Con diferentes actividades que incluyeron seminarios, cursos, cátedras especiales, muestras culturales, programas televisivos y un documental, entre otros eventos; la UNVM celebró su 25º aniversario en 2020.

## Unidades académicas y carreras
La Universidad Nacional de Villa María ofrece 43 carreras de pregrado, grado y posgrado. Las mismas se organizan en tres Institutos Académicos Pedagógicos:

### Instituto Académico Pedagógico de Ciencias Básicas y Aplicadas
- Tecnicatura Universitaria en Bromatología
- Ingeniería en Alimentos
- Agronomía
- Medicina Veterinaria (Sede Villa del Rosario)
- Licenciatura en Ambiente y Energías Renovables
- Diseño Industrial (Sede San Francisco)

#### Posgrado
- Máster Internacional en Tecnología de los Alimentos
- Doctorado en Ciencias – Mención Agroalimentos[4]

### Instituto Académico Pedagógico de Ciencias Humanas

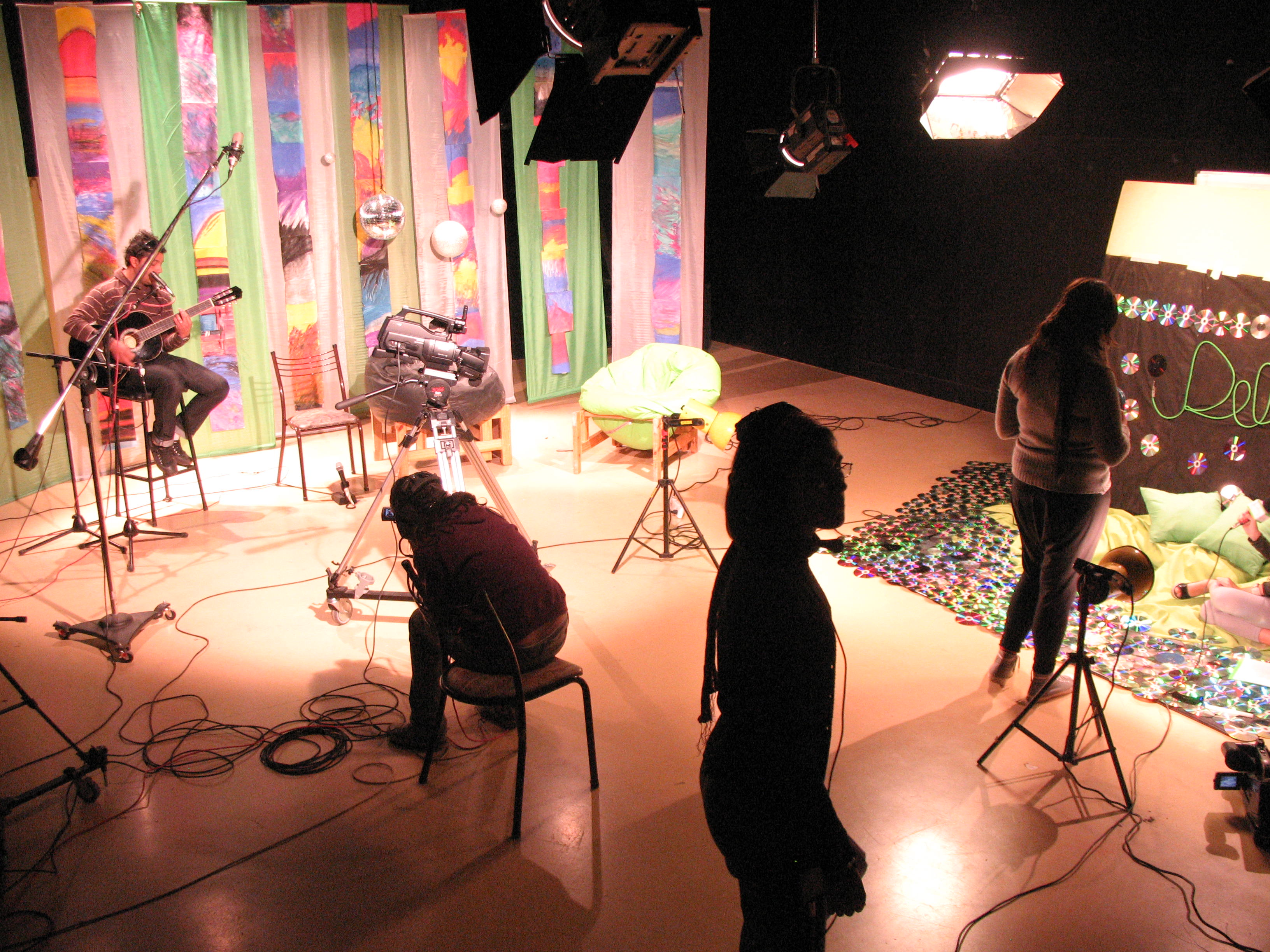
Trabajo práctico de estudiantes de la Licenciatura en Diseño y Producción Audiovisual.

- Tecnicatura Universitaria: “Interpretación de Lengua de Señas Argentina- Español”
- Licenciatura en Diseño y Producción Audiovisual
- Licenciatura en Composición Musical con Orientación en Música Popular
- Licenciatura en Interpretación Vocal con Orientación en Música Popular – A Distancia
- Licenciatura en Ciencias de la Educación
- Licenciatura en Gestión Educativa – A Distancia
- Licenciatura en Educación Física
- Licenciatura en Psicopedagogía
- Profesorado en Matemática
- Profesorado en Lengua y Literatura
- Licenciatura en Lengua y Literatura
- Profesorado en Lengua Inglesa
- Licenciatura en Terapia Ocupacional
- Licenciatura en Enfermería
- Medicina

#### Posgrado
- Especialización en Docencia Universitaria
- Doctorado en Pedagogía[5]

### Instituto Académico Pedagógico de Ciencias Sociales
- Tecnicatura Superior en Administración y Gestión de Instituciones Universitarias
- Tecnicatura Universitaria en Administración (se dicta en Sede Villa María y Sede San Francisco)
- Tecnicatura Universitaria en Contabilidad (se dicta en Sede Villa María)
- Licenciatura en Sociología (se dicta en Sede Villa María y Sede Córdoba)
- Licenciatura en Desarrollo Local-Regional (se dicta en Sede Villa María y Sede Córdoba)
- Licenciatura en Desarrollo Local-Regional (A distancia)
- Licenciatura en Ciencia Política (se dicta en Sede Villa María y Sede Córdoba)
- Contador Público (se dicta en Sede Villa María)
- Licenciatura en Economía
- Licenciatura en Administración (se dicta en Sede Villa María y Sede San Francisco)
- Licenciatura en Ciencias de la Comunicación
- Licenciatura en Comunicación Social (Título intermedio: Técnico Superior en Periodismo) (se dicta en Sede Villa María)
- Licenciatura en Turismo
- Licenciatura en Trabajo Social (Carrera completa)
- Licenciatura en Seguridad (se dicta en Sede Villa María, Sede San Francisco y Sede Córdoba)
- Licenciatura en Comercio Internacional (Sede Córdoba)
- Licenciatura en Gestión Universitaria

#### Posgrado
- Especialista en Sindicatura Concursal
- Especialista en Gestión de Pequeñas y Medianas Empresas
- Especialista en Tributación
- Maestría en Política y Gestión Universitaria
- Maestría en Estudios Latinoamericanos
- Doctorado en Ciencias Sociales[6]
- Posdoctorado en Estudios Latinoamericanos

## Sedes
|                        |
| Comedor Universitario. |

|                                    |
| Edificio de aulas e investigación. |

|                  |
| Bloque de aulas. |

|                              |
| Biblioteca Mayor de la UNVM. |

|                   |
| Sede Córdoba UNVM |

|                             |
| Edificio aulas Sede Córdoba |

|                                     |
| Centro Universitario San Francisco. |

### Ubicaciones
Campus: Av. Jauretche 1555, Villa María, Córdoba.
Sede Córdoba: Enrique Finocchietto 244, Barrio Colinas de Vélez Sarsfield, Ciudad de Córdoba.
Sede Villa del Rosario: Obispo Ferreyra 411, Ciudad de Villa del Rosario, Córdoba.
Sede San Francisco: Trigueros 151 (IPEM 96 «Profesor Pascual Bailón Sosa»), Ciudad de San Francisco, Córdoba.
Sede Villa Dolores: Felipe Erdman 30 (CRES), Villa Dolores, Córdoba.
Sede Deán Funes: Rivadavia 373, Deán Funes, Córdoba.

## Investigación y extensión
El Instituto de Investigación brinda apoyo económico y/o aval académico a Proyectos y Programas de Investigación desarrollados en la Universidad Nacional de Villa María, con el objetivo de impulsar la generación de conocimiento, asegurando la excelencia académica y propiciando la atención de temas estratégicos y prioritarios a nivel nacional, regional, provincial y de la Universidad Nacional de Villa María.
En la última década se realizaron 1.370 actividades de investigación y extensión, con 724 proyectos de investigación financiados entre 2000 y 2019, y una participación de 1.393 personas. El Instituto de Extensión realizó 264 actividades de capacitación en 2019; el 71% de dichas actividades fueron culturares o sociales. Desde 2017, la Dirección de Transferencia Científico-Tecnológica del Instituto capacitó a 5797 personas.

## Dependencias

Isologotipo de la Editorial Universitaria Villa María

Biblioteca Central Vicerrector Ricardo Alberto Podestá: Proporciona recursos y servicios documentales para apoyar las actividades de enseñanza, investigación y difusión de la cultura. cuenta con un catálogo de 34.000 volúmenes, además de administrar el Repositorio Institucional.
EDUVIM: la Editorial Universitaria de Villa María fue creada en 2008 con la misión es dotar a la UNVM de un sello editorial capaz de publicar y difundir la producción académica que se genera localmente. Con el tiempo fue ampliando su catálogo editorial sobre diferentes campos de producción local y regional, favoreciendo el intercambio con editorial universitarias. En 2024 fue reconocida con el Premio Konex de Platino como una de las editoriales más importantes de la última década en la Argentina.
Centro Integrado de Medios: es un multimedio perteneciente a la UNVM. Está conformado por Uniteve, canal de televisión abierta digital; FM Universidad, emisora de radio de frecuencia modulada; y Uniteve Noticias, portal informativo de la ciudad y la región. Fue lanzado oficialmente el jueves 26 de junio del 2016.
- Radio FM Universidad: la emisora se encuentra asociada a ARUNA (Asociación de Radios Universitarias). Salió por primera vez al aire por la FM 106.9 MHz el 6 de diciembre de 2011.[14]
- Uniteve: es un canal de televisión abierta digital perteneciente a la UNVM. Comenzó a transmitir el 23 de junio de 2016 en la frecuencia 34.1, en alta definición, desde la estación digital terrestre de Arsat. Sus estudios están emplazados en Bv. España 210, ciudad de Villa María. Uniteve emite 24 horas diarias de programación, con producción propia, coproducciones y materiales provenientes del Bacua, Banco Audiovisual de Contenidos Universales Argentino.[15]
- Uniteve Noticias: es un portal web informativo dedicado a comunicar y reflexionar sobre actualidad local y regional.[16]

Usina Cultural: espacio cultural transdisciplinario de la Universidad Nacional de Villa María, inserto en políticas de planificación territorial, educativas, turísticas y científicas. Se ubica en Avenida Sabattini 51, Villa María, Córdoba, Argentina.
Revista Ardea: Espacio periodístico para la difusión y la generación de conocimiento sobre temas contemporáneos vinculados al arte, la ciencia y la cultura.